# Of Men and War
Pour plus de détails, voir Fiche technique et Distribution.
Of Men and War (Des hommes et de la guerre) est un documentaire français réalisé par Laurent Bécue-Renard, sorti en 2014. Le film a eu sa première mondiale au Festival de Cannes en sélection officielle, a gagné le Grand Prix VPRO du meilleur long-métrage au Festival international du film documentaire d'Amsterdam, a reçu une nomination de meilleur documentaire aux Prix du cinéma européen et a été projeté au « Documentary Fortnight » du Museum of Modern Art à New York.

## Synopsis
Vétérans américains de la guerre d'Irak, une douzaine d'hommes restent traumatisés par la mort qu'ils ont vue, frôlée ou donnée. Dans un centre d'accueil en Californie, ils mènent une thérapie de groupe pour verbaliser les horreurs qui les hantent et se délivrer du stress post-traumatique.
Le documentaire suit pendant les séances et dans le centre, durant plusieurs années, ces anciens soldats, dont la thérapie est conduite par un spécialiste des traumatismes de guerre.
Le film les montre aussi avec leurs proches, parents, épouses ou enfants, qui font leur possible pour vivre avec, voire épauler, ces hommes blessés.

## Fiche technique
- Titre : Of Men and War
- Scénario, réalisation et production : Laurent Bécue-Renard
- Premier assistant réalisateur : Marc Benda, Emmanuel Dayan
- Directeur de la photographie : Camille Cottagnoud
- Montage : Isidore Bethel, Charlotte Boigeol, Sophie Brunet
- Musique : Kudsi Ergüner
- Son : Sandie Bompar
- Ingénieur du son : Cyril Bécue
- Mixage : Fanny Weinzaepflen
- Producteurs exécutifs : Isidore Bethel, Thierry Garrel
- Distributeurs : Alice Films, Why Not Productions
- Genre : documentaire
- Durée : 142 minutes (2h22)
- Date de sortie : 22 octobre 2014 en France

## Autour du film
Of Men and War est sous-titré Genealogy of wrath: vol.2 (Généalogie de la colère : vol. 2). Le premier volume (non sous-titré ainsi) est De guerre lasses, le précédent film du réalisateur.